# Edmund Nelson
Pour les articles homonymes, voir Nelson.
Edmund Nelson (19 mars 1722, Cambridge - 26 avril 1802, Bath) est un prêtre anglican britannique et le père de l'amiral Horatio Nelson.

## Jeunes années
Edmund naît à Cambridge le 19 mars 1722. C'est l'un des huit enfants du révérend Edmund Nelson et Marie Bland. Les Nelson étaient une vieille famille de Norfolk et étaient modérément prospères. Edmund est baptisé le 29 mars 1722 à l'église paroissiale de East Bradenham. Trois de ses frères et sœurs sont morts en bas âge, et Edmund a lui-même « une faible constitution ».
Il fait ses études dans un certain nombre d'établissements du Norfolk, avant d'aller au Caius College de Cambridge. Il obtient un baccalauréat, suivi d'une maîtrise, après quoi il quitte l'université pour devenir vicaire (curate) dans la paroisse de son père à Sporle. Il travaille ensuite sous les ordres du révérend Thomas Page à Beccles, et à la mort de son père en 1747, Edmund hérite du « bénéfice » (living) de Hillborough, qui s'ajoute à celui de Beccles. Durant son séjour à Beccles, Edmund rencontre Catherine Suckling et l'épouse le 11 mai 1749. Catherine est la fille du révérend Maurice Suckling, et sa grand-mère était la sœur de Robert Walpole. La famille a donc de lointains liens de parenté avec les puissants comtes d'Orford et la famille immédiate de Catherine, en particulier son frère, Maurice Suckling, est un soutien important qui se montrera extrêmement utile pendant l'enfance des enfants des Nelson.

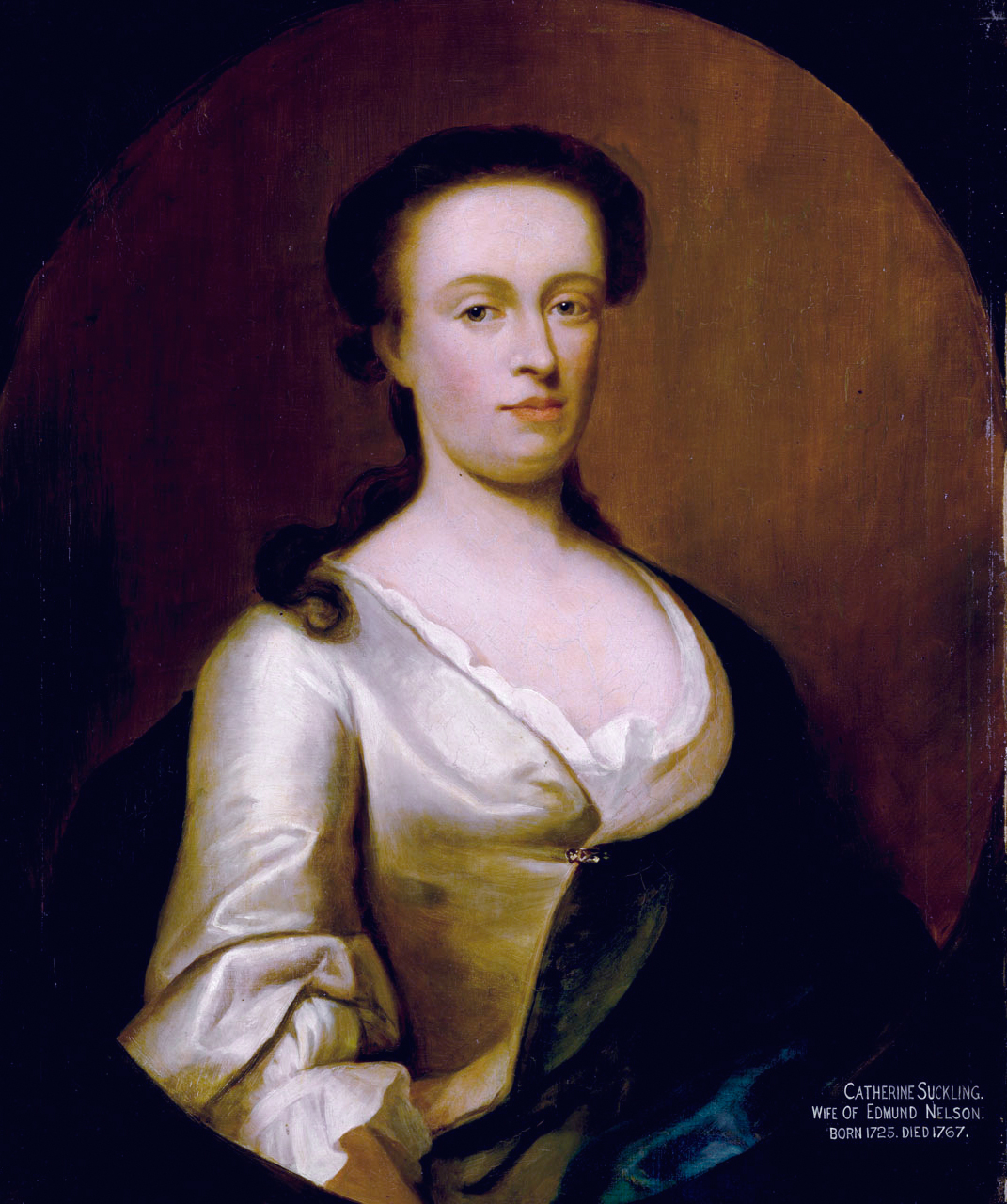
Catherine Suckling, femme d'Edmund.

Le couple déménage  après le mariage à Swaffham où Catherine met au monde ses trois premiers enfants. Deux meurent en bas âge, le troisième, Maurice, a survécu. Ils déménagent ensuite à Sporle, où le 12 juin 1755 Catherine donne naissance à sa première fille, Susanna. En 1755, Horace Walpole offre à Edmund le poste de recteur à Burnham Thorpe. Edmund accepte et la famille emménage au presbytère. William nait le 20 avril 1757 et le 29 septembre 1758, Catherine donne naissance à Horatio, le prénommant d'après son parrain, Horace Walpole. Horatio est très fragile et Edmund, craignant qu'il ne puisse vivre jusqu'à la cérémonie officielle du baptême, prévue pour le 15 novembre, le baptise en privé le 8 octobre.
Cinq enfants naissent encore après Horatio : Ann, le 20 septembre 1760, Edmund, le 4 juin 1762, Suckling, le 5 janvier 1764, Catherine, le 19 mars 1767. Un autre garçon, George, né en 1765, est mort trois mois plus tard. La femme d'Edmund, Catherine, meurt le 26 décembre 1767, lui laissant huit jeunes enfants. Quatre jours plus tard, un Edmund effondré l'enterre dans l'église de Burnham Thorpe. Il ne s'est jamais remarié. La mère de Catherine, Ann, meurt peu après. Maurice Suckling, venu pour son enterrement, trouve son beau-frère accablé de chagrin et très inquiet pour l'avenir de ses enfants. Il a déjà commencé à solliciter sa parenté pour s'assurer  qu'ils bénéficieraient d'une éducation et de situations, et Suckling promet de faire ce qu'il peut pour l'un des garçons, à l'aide des relations dont il dispose en tant qu'officier de la Royal Navy.

## Après la mort de Catherine
Edmund sera poursuivi toute sa vie par cette inquiétude de ne pouvoir offrir le meilleur à ses enfants. Il décide d'envoyer William et Horatio, ou Horace, comme il préférait être appelé en ce temps-là, à la Norwich Scool. Il trouve finalement à faire éduquer et obtenir des situations convenables pour tous ses enfants. Lorsque Horatio est en âge d'embarquer, il demande à son père d'écrire à Maurice Suckling, sollicitant une place sur son navire. Quoiqu'il ait visiblement des scrupules à le faire, Maurice accepte qu'Horatio s'engage dans la marine.
Malgré le départ successif de tous ses enfants, Edmund reste à Burnham Thorpe. Il y mène une vie tranquille et modeste, mais continue de suivre la vie et la carrière de ses enfants avec intérêt. Il a un revenu modeste assuré par son travail de pasteur, plusieurs petits investissements et l'héritage de sa fille, Ann, décédée en 1784. En juillet 1787, Horatio revient en Angleterre après avoir servi dans les Antilles, rejoint peu après par Frances Nisbet, plus connue sous le diminutif de « Fanny », qu'il a épousée le 11 mars. Edmund, à cette époque, en est venu à préférer la solitude, et n'a pas envie de faire la connaissance des nouveaux membres de la famille. Sa santé n'a jamais été très bonne, il souffre un peu de paralysie et d'asthme. Il va à l'occasion profiter du printemps à Bath.

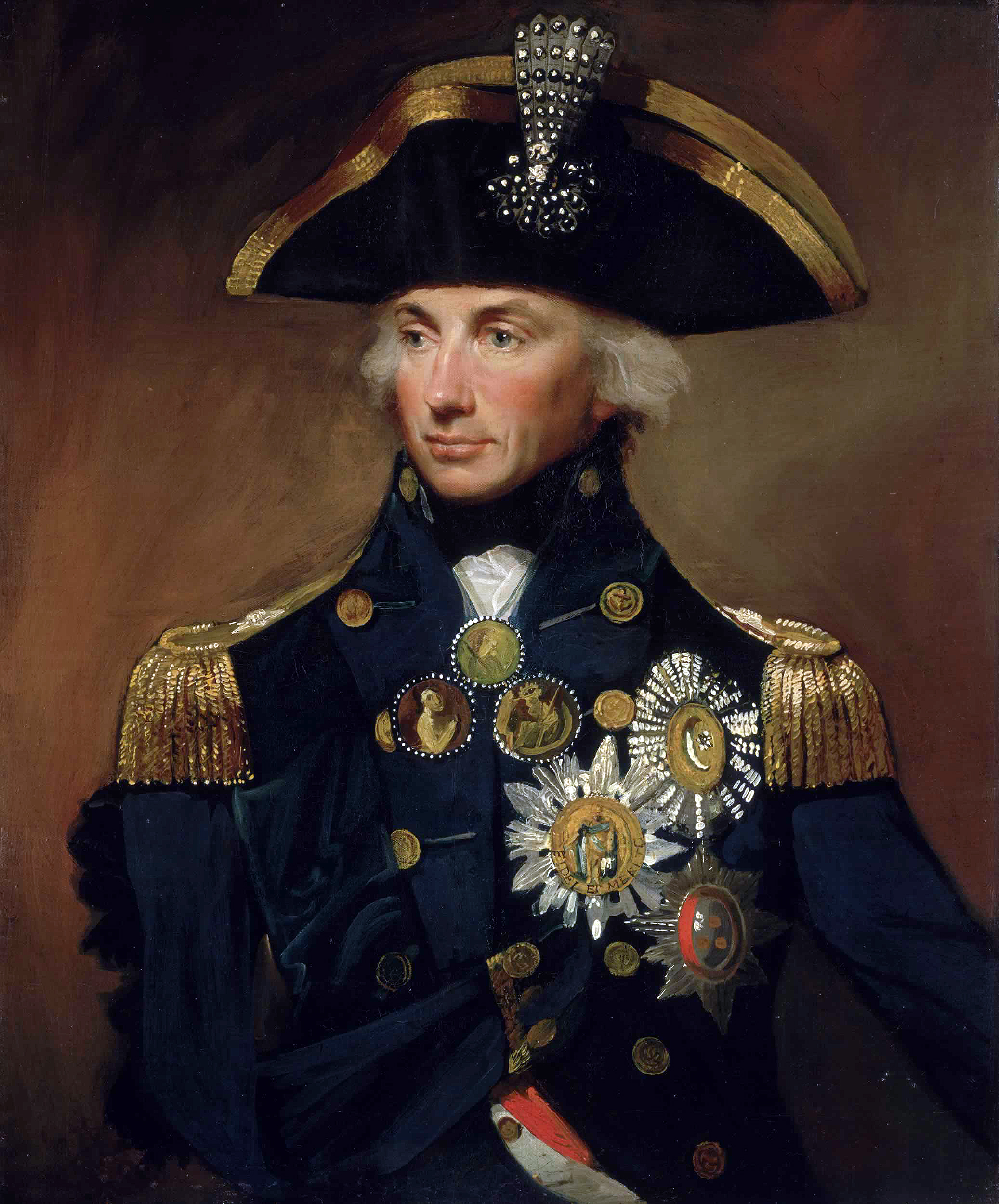
Horatio Nelson

En conséquence, ce n'est à la fin de 1788 que Horatio et sa nouvelle épouse viennent à Burnham Thorpe. Horatio passe un temps considérable à tenter d'obtenir le commandement d'un autre navire, mais finalement cède à la volonté de Fanny de s'installer et tenir son ménage. Edmund, malgré sa réticence initiale à les rencontrer, trouve en Fanny une amie durable et en Horatio un fils affectueux et dévoué. Edmund quitte le presbytère en 1790 pour laisser le couple commencer à monter sa propre maison. Il s'installe dans un cottage à Burnham Ulph, mais rend souvent visite au couple.
Edmund continue à aller à Bath durant les froids hivers du Norfolk, souvent accompagné par Fanny lorsque son mari est en mer. Sa santé déclinante le rend de plus en plus dépendant de Fanny, bien qu'il se considère comme son protecteur quand Horatio est absent. Tous les deux apprécient la vie calme de Bath et deviennent des amis très proches, Fanny lui tenant compagnie et lui faisant la lecture. Quand Edmund prend sa retraite, il transmet sa paroisse à son fils, le révérend Suckling Nelson.

## Dernières années
En 1800, la renommée de Horatio ne cessant de grandir, Edmund envoie Fanny à Londres dans l'atelier de William Beechey pour lui demander s'il pourrait venir faire son portrait. Beechey refuse, car il ne se déplace que pour les têtes couronnées. Mais quand il apprend qu'il s'agit du père de Lord Nelson, il s'écrie : « Mon Dieu ! J'irais jusqu'à York pour le faire ! ».
Edmund est très affecté par la dégradation du mariage de son fils et lui écrit pour lui reprocher de négliger Fanny. Il lui rend cependant visite à Merton, où Horatio vit chez William et Emma Hamilton.
La santé d'Edmund commence à décliner au début de 1802. Fanny est venue de Londres pour l'assister, mais Horatio ne va pas le voir à Bath. Il se justifie dans une lettre : « Je n'ai pas d'espoir qu'il aille mieux. Que la volonté de Dieu soit faite. Si mon père avait manifesté le souhait de me voir, mal portant comme je suis, j'aurai volé à Bath, mais je crois que ce serait trop tard. Cependant, si ce n'était pas le cas et qu'il désire me voir, rien ne me retiendra d'y aller immédiatement ». Edmund meurt le 26 avril 1802 à l'âge de 80 ans. Son fils n'assiste pas à l'enterrement à Burnham Thorpe, le 11 mai, mais a payé les frais funéraires. Un biographe tardif de l'amiral Nelson présente son père comme « une de ces personnes bonnes, modestes et généreuses […] sur qui on peut compter en des temps de troubles ». Il possédait aussi un solide humour pince-sans-rire.

## Sources
- (en) Cet article est partiellement ou en totalité issu de l’article de Wikipédia en anglais intitulé « Edmund Nelson (clergyman) » (voir la liste des auteurs).